# هاري شيرير
هاري شيرير (بالإنجليزية: Harry Scherer)‏ هو لاعب كرة قاعدة أمريكي، ولد في 1868 في بالتيمور في الولايات المتحدة، وتوفي في 2 أبريل 1897 في نيويورك في الولايات المتحدة.

## وصلات خارجية
- هاري شيرير على موقعبيزبول رفرنس.كوم (الدوري الرئيسي) (الإنجليزية)